# Проєктування збагачувальних фабрик

Рис. 1 — Структура модульно-блокової вуглезбагачувальної фабрики.

Проєктування збагачувальної фабрики — це комплекс заходів, що завершують перехід корисної копалини з категорії потенційної цінності в реальну — товарну продукцію. При цьому від правильності прийнятих рішень залежать обсяг капітальних вкладень у будівництво майбутньої фабрики, частка активних фондів та експлуатаційні витрати при подальшій роботі, тобто техніко-економічні показники проєкту підприємства до моменту введення його в експлуатацію мають дорівнювати або перевершувати кращі світові аналоги.

## Загальні вимоги щодо проєкту збагачувальної фабрики
Згідно із законодавством капітальне будівництво проводиться та фінансується тільки за затвердженими проєктами та кошторисами. Проєкти і кошториси виконують спеціалізовані проєктні інститути і рідше проєктні бюро.
Проєктом збагачувальної фабрики називається комплекс технічних документів, які необхідні для здійснення будівництва, монтажу й експлуатації майбутньої фабрики або фабрики, яка реконструюється. Проєкт має бути виконаний із урахуванням найновіших досягнень науки і техніки, забезпечувати високі показники продуктивності праці, собівартості, якості готової продукції, відповідати сучасним вимогам охорони праці.
До проєктів збагачувальних фабрик висувають такі вимоги:
- раціональне і комплексне використання мінеральних ресурсів із застосуванням безвідходної технології;
- висока продуктивність праці на базі нової технології, високопродуктивного обладнання, автоматизації і механізації;
- економне використання землі й ефективна охорона навколишнього середовища, для чого треба передбачити безстічну технологію, оборотне водопостачання, рекультивацію відвалів, очищення газів;
- використання типового обладнання, будівельних конструкцій і проєктів;
- дослідження можливості кооперування фабрики, яка проєктується, з іншими підприємствами району з питань електро- і водопостачання, транспорту, будівництва житла;
- розробка найбільш економічного рішення генерального плану за рахунок компактного розміщення цехів і обладнання;
- недопущення надмірностей в об'ємах та площах промислових будівель, при зовнішньому і внутрішньому оформленні приміщень;
- забезпечення безпечних умов праці.
Оскільки збагачувальна фабрика є проміжною ланкою між гірничодобувним підприємством (шахтою, рудником, кар'єром, копальнею тощо) і переробним (хімічним, коксохімічним, металургійним заводом), то проєкт фабрики повинен бути ув'язаний із зазначеними підприємствами за продуктивністю, якістю сировини і концентратів, графіком подачі сировини та відвантаження концентратів і т. ін.
Відповідно до будівельних нормативів будинки і споруди збагачувальної фабрики можна розробляти в одну стадію з видачею техноробочого проєкту і у дві стадії з видачею технічного проєкту і робочих креслень. Рішення про варіант проєктування приймається інстанцією, що затверджує техніко-економічне обґрунтування доцільності будівництва збагачувальної фабрики.

## Техніко-економічне обґрунтування
Проєктуванню збагачувальної фабрики завжди передує розробка техніко-економічного обґрунтування (ТЕО) доцільності її будівництва або реконструкції. Розробка ТЕО здійснюється на основі перспективного плану розвитку галузі промисловості, у котру увійде фабрика, що проєктується. У ТЕО повинні бути висвітлені наступні питання:
- вплив проєктованої фабрики на ріст продуктивності галузі;
- обґрунтування продуктивності і місця будівництва фабрики;
- можливості виробничого і господарського кооперування з підприємствами даного промислового району;
- вплив проєктованої фабрики на інші галузі промисловості;
- орієнтовні дані про величину капітальних вкладень і собівартість продукції;
- порівняння очікуваних техніко-економічних показників з показниками вітчизняних і закордонних фабрик-аналогів;
- розуміння про необхідність проведення додаткових дослідницьких робіт перед розробкою проєкту збагачувальної фабрики.
Для великих підприємств ТЕО розробляється спеціалізованою проєктною організацією, для підприємств невеликої потужності — го-ловним управлінням міністерства, якому підпорядкована дана галузь. ТЕО розглядається і затверджується міністерством (замовником). За затвердженим ТЕО замовник складає завдання на проєктування фабрики.

## Технічний проєкт
Технічний проєкт розробляється на підставі затвердження завдання на проєктування і ТЕО. Технічний проєкт має забезпечити найбільш економічний спосіб збагачення корисних копалин, досягнення високих технологічних показників при мінімальних капітальних вкладеннях; визначення кошторисної вартості будівництва; встановлення основних техніко-економічних показників і можливості здійснення будівництва фабрики в намічений термін.
Технічний проєкт звичайно складається з одинадцяти розділів, але при проєктуванні великих збагачувальних фабрик їхнє число може бути збільшено, при проєктуванні малих — скорочено.
У розділах технічного проєкту збагачувальної фабрики повинні бути вирішені наступні питання:
1. Загальна пояснювальна записка. У цьому розділі наводяться: підстава для розробки проєкту, продуктивність фабрики по сировині і концентратах, техніко-економічні показники, основні проєктні рішення, капітальні вкладення, черговість будівництва і терміни введення фабрики в експлуатацію.
2. Техніко-економічна частина. У розділі наведено обґрунтування місця будівництва і продуктивності фабрики, харак-теристики сировини і концентратів, спосіб доставки сировини, джерела водо-, енерго- і матеріалопостачання, режим роботи фабрики та окремих її цехів, розрахунок штатів і зарплати, продуктивність праці, виробничі зв'язки з іншими підприємствами, обсяг і вартість житлового будівництва, аналіз загальних капітальних вкладень, вартість збагачення 1 т сировини і собівартість концентратів, порівняння техніко-економічних показників проєктованої збагачувальної фабрики з показниками підприємств-аналогів, вимоги до інших галузей у зв'язку з будівництвом фабрики, дані про необхідність проведення додаткових науково-дослідних і дослідно-конструкторських робіт.
3. Генеральний план, транспорт і рекультивація порушених земель. Розділ містить основні показники генерального плану, а також планувальні рішення розташування будинків, споруд, складів, залізничних колій, автодоріг та інших інженерних комунікацій на про-мисловому майданчику збагачувальної фабрики.
4. Технологія виробництва, забезпечення енергоресурсами і захист навколишнього середовища. Наведено характеристику сировини у відношенні її речовинного, мінералогічного і гранулометричного складів, вкраплення корисних мінералів, наявності зруйнованої пустої породи або глинистих домішок, фізичних властивостей мінералів. Проаналізовано результати досліджень корисної копалини на збагачуваність і для порівняння результати роботи фабрик-аналогів. Зроблено вибір і обґрунтування технологічної схеми фабрики, основного обладнання і варіантів його розміщення в цехах, варіантів внутрішньоцехового транспорту, схеми електропостачання, компресорної, повітряної і вакуумної станцій. Визначено місткість бункерів і складів, потребу в паливі, реагентах і матеріалах, встановлену і споживану потужність, витрати електроенергії на переробку 1 т сировини. Організацію ремонту обладнання, випробування і контролю технологічних процесів. Заходи щодо охорони навколишнього середовища, очищення сушильних газів, нейтралізації промислових стоків.
5. Організація праці і система управління виробництвом. Розділ містить режим праці і відпочинку, штати трудящих, заходи щодо техніки безпеки, організацію управління виробництвом.
6. Будівельна частина. У даному розділі наведено плани і розрізи будинків та споруд збагачувальної фабрики із зазначенням їх розмірів, площі, об'єму, типу конструкцій і матеріалів. Обрано джерела технічної і питної води, місце розташування і методи укладання відходів та очищення стічних вод, схеми водопостачання, каналізації і санітарне устаткування. Визначено витрати технічної і питної води, кількості тепла і енергії для опалення, вентиляції і кондиціонування повітря. Рішення по побутовому обслуговуванню трудящих.
7. Організація будівництва. Розділ містить плани і графіки будівництва збагачувальної фабрики, методи виконання будівельних робіт, розрахунки обсягів основних будівельних і монтажних робіт, потреби в будівельних матеріалах, механізмах, електроенергії, воді, парі, визначення потреби в будівельних кадрах і заходи щодо забезпечення їх житлом.
8. Організація підготовки до освоєння проєктних потужностей і їхнє освоєння в нормативний термін. Наведено організаційні, технічні та інші заходи щодо забезпечення освоєння потужностей.
9. Житлове будівництво. Розділ містить графік і обсяг будівництва житлового фонду для забезпечення трудящих збагачувальної фабрики.
10. Кошторисна частина. Розділ представлений комплектом документів про вартість будівництва збагачувальної фабрики та окремих її об'єктів.
11. Графічна частина проєкту. Складається в мінімально необхідному обсязі і включає: технологічну схему, схему обладнання, конструктивні плани і розрізи виробничих цехів з нанесенням основного обладнання в масштабі 1:100 або 1:200, схему електропостачання, ситуаційний план місцевості, генеральний план збагачувальної фабрики в масштабі від 1:500 до 1:2000, заходи щодо рекультивації земель, зайнятих під хвостове і відвальне господарство.
Якщо проєкт виконано у суворій відповідності з чинними нормативами, то він не підлягає погодженню в Держгіртехнагляді. Після затвердження проєкту замовником дозволяється його фінансування, замовлення обладнання і розробка робочих креслень. Якщо в проєкт з метою його поліпшення були внесені зміни, то він повинен бути перезатверджений.
Робочі креслення розробляються проєктною організацією на основі затвердженого технічного проєкту і отриманих від замовника технічних даних по замовленому обладнанню. Робочі креслення підрозділяються на загальні і детальні. На загальних остаточно пов'язується генеральний план фабрики з усіма комунікаціями, вказується розташування обладнання та інше. Детальні креслення розроблюються в обсязі, мінімально необхідному для здійснення будівельних і монтажних робіт, до їх складу входять: креслення розташування обладнання, креслення мереж енерго- і водопостачання, плани і розрізи будівель.
Типове проєктування має на меті забезпечити будівництво багаторазових повторюваних однотипних цехів і споруд готовими проєктами і робочими кресленнями.
При складанні типових проєктів варто передбачати застосування високопродуктивного обладнання і найбільш досконалої технології збагачення корисних копалин. У першу чергу типізуються збагачувальні фабрики, призначені для переробки однотипної сировини, цехи дроблення і тонкого подрібнення, окремі компонувальні і конструктивні вузли.
При будівництві збагачувальної фабрики або окремих її цехів за типовими проєктами розробляються тільки креслення прив'язки типового проєкту до будівельного майданчика і необхідні додаткові креслення до типового проєкту, наприклад, при знятті з виробництва окремих машин, застосовуваних у проєкті, і заміни їх іншими. В іншому переробка типових проєктів при їхньому використанні забороняється.

## Об'ємне проєктування
Сутність об'ємно-модельного проєктування полягає в наступному: після розробки схеми обладнання і специфікації обладнання в моделетеці підбирають або виготовляють у масштабі 1:25 чи 1:50 моделі обладнання, апаратури, трубопроводів, стандартні елементи збірних будівельних конструкцій і т. д. З моделей на спеціальному стенді компонується макет цеху збагачувальної фабрики. Проєкт при цьому виходить наочним і доступним для швидкого ознайомлення. Над проєктом можуть одночасно працювати проєктувальники всіх спеціальностей, що скорочує терміни проєктування і підвищує якість проєкту. Багатьох помилок, особливо в частині трубопроводів, комунікацій і т. ін., що допускаються при звичайному проєктуванні, у цьому випадку можна уникнути. Потім з цього макета виготовляють масштабні і безмасштабні креслення, якими заміняють традиційні компонувальні.
Використання даного методу в стадії робочого проєктування приводить до зменшення обсягу робіт у два рази, зниження на 25-30 % трудомісткості розробки проєктного завдання, скорочення на 5-10 % об'єму будинків і споруд, а отже, і вартості будівництва. Однак складність виготовлення макета, неможливість виконання за фотокресленнями ретельного монтажу і т. ін. не дозволили цьому методу замінити класичний.

## Модульно-блоковий метод формування вуглезбагачувальних фабрик
Модульно-блокове формування вуглезбагачувальних фабрик — це відомий метод проєктування, комплектування і постачання обладнання, використовуваний для даних фабрик. Метод оснований на введенні і послідовному нарощуванні потужностей автономними виробничими комплексами (модулями), що збираються з уніфікованих блоків агрегованого обладнання високої монтажної готовності (рис. 1).
Цей метод забезпечує:
- невеликий термін будівництва (вуглезбагачувальна фабрика продуктивністю 250 т/год зводиться за 3,5 місяця);
- більш низькі витрати на проєктування (одноразові витрати на проєктування типового модуля);
- можливість розширення фабрики (встановлення нових модулів);
- можливість перенесення фабрики на нове місце;
- секціонування технологічної схеми.
Основним структурним елементом вуглезбагачувальної фабрики при модульно-блоковому формуванні служить модуль.
Модуль вуглезбагачувальної фабрики — це виробничий комплекс, що складається з технологічної лінії, яка забезпечує переробку рядового вугілля від надходження його на фабрику до випуску готової продукції.
Фабрика може складатися з одного або декількох модулів і вводитися в експлуатацію за одну чи кілька черг.
Головним елементом модуля є технологічна лінія, що формується на базі наступних ознак:
- технологічна схема однопотокова (або малопотокова);
- використання скоординованого за продуктивністю обладнання великої одиничної потужності у всіх технологічних ланках від подачі рядового вугілля до одержання концентрату;
- однакова надійність окремих видів обладнання і вузлів у модулі;
- передача продукту від одного апарата до іншого без проміжних ємностей.
Технологічна лінія збагачення вугілля складається з уніфікованих блоків обладнання, що розрізняються за функціональними ознаками, — функціональних блоків.
Функціональний блок являє собою комплекс обладнання, комунікацій, опорних конструкцій і первинних пристроїв управління процесом, що виконує певну технологічну операцію (відсадку, зневоднення, флотацію і т. ін.).
Функціональний блок може складатися з єдиного агрегату (блоки відсадки, класифікації і ін.) або збиратися з більш дрібних блоків агрегованого обладнання (блоки флотації, зневоднення та ін.).
Блок агрегованого обладнання — це функціональний блок або його частина, запроєктована і виготовлена як єдиний агрегат.
Залежно від умов транспортування і монтажу блоки агрегованого обладнання можуть розділятися на поставні вузли і монтажні блоки.
Поставний вузол — частина блоку агрегованого обладнання, яка відрізняється умовами транспортного габариту і вантажопідйомності транспортних засобів, використовуваних для перевезення обладнання на будівельний майданчик.
Монтажний блок — це блок агрегованого обладнання або його частина, що збирається на спеціально обладнаній приоб'єктній площадці укрупнювального складання. Основні параметри монтажного блоку — маса і габарити — визначаються використовуваними при будівництві монтажними засобами.
Розроблено номенклатуру уніфікованих модулів для вуглезбагачувальних фабрик продуктивністю від 250 до 1500 т/год. Методом передбачена уніфікація технологічних схем залежно від призначення і якості збагачуваного вугілля, його збагачуваності, раціональної глибини збагачення і вимог споживачів до якості концентрату.

## Вихідні дані для проектування
Вихідні дані для проектування збагачувальної фабрики включають такі основні документи: Завдання на проектування збагачувальної фабрики, що складається міністерством або дирекцією підприємства з участю проектної організації відповідно до затвердженого ТЕО і плану розвитку даної галузі промисловості. У завданні на проектування повинні бути зазначені: підстава для проектування фабрики, район будівництва, продуктивність фабрики по сировині і концентратах, вимоги до якості концентратів, витрати на 1 т готової продукції і її собівартість, орієнтовні розміри капітальних вкладень, джерела постачання сировиною, водою, електроенергією, можливість кооперування з іншими підприємствами району.
Дані про промисловий майданчик включають: топографічний план місцевості з вказівкою існуючих будинків, споруд, під'їзних колій, рослинного покриву; дані про ґрунти (склад, фізичні властивості, припустимі навантаження, рівень ґрунтових вод, глибина промерзання); характеристику місцевих будівельних матеріалів; дані про джерела водо- і електропостачання та їхні характеристики.
Економічні дані про район будівництва відображають: характер і перспективи промислового розвитку району; дані про паливні ресурси і їхню вартість; умови транспорту; умови одержання і відпускні ціни на воду та електроенергію; наявність і вартість основних матеріалів, необхідних при експлуатації фабрики; можливість забезпечення фабрики робочою силою і розміщення робітників в існуючих селищах.
Дані геолого-технологічного вивчення родовища повинні містити: характеристику руди в родовищі як об'єкта збагачення (тип, речовинний склад із просторовою прив'язкою в рудному тілі); коливання вмісту корисних компонентів у рудах, вкраплення, твердість, ступені окиснювання.
Дані по гірничій частині проекту містять: календарний план розвитку гірничодобувного підприємства із зазначенням сортів корисної копалини і продуктивності по сортах в окремі періоди експлуатації; інформацію про вміст корисних компонентів і шкідливих домішок в окремих сортах і їхні можливі коливання; характеристику крупності корисної копалини і її фізичні властивості; графік надходження корисної копалини на збагачувальну фабрику і вид транспорту.
Нормативні матеріали представлені необхідними типовими проектами; стандартами на обладнання, сировину, готову продукцію; нормами технологічного проектування, протипожежної, санітарної і електробезпеки; прейскурантами на сировину, концентрати, матеріали і обладнання; тарифами і цінниками; правилами використання, збереження, устатковання й експлуатації та іншими нормативними документами з різних питань життєдіяльності збагачувальної фа-брики.
Дані про результати досліджень збагачуваності корисної копалини використовуються для вибору технологічної схеми збагачення і визначення продуктивності обладнання. У цьому розділі повинні бути наведені: мінералогічний і хімічний аналізи корисної копалини; характеристика вкраплення мінералів; ступінь зруйнованості корисної копалини (вміст глини, первинних шламів, вологи); характеристики крупності корисної копалини і дроблених продуктів; результати випробування корисної копалини на збагачуваність за найбільш перспективними схемами; вміст корисних компонентів у продуктах збагачення і їхнє вилучення в окремих операціях; оптимальна густина пульпи в операціях і продуктах; норми питомого навантаження або тривалість обробки продукту. Ступінь надійності результатів досліджень залежить від їхнього масштабу.

## Системи автоматизованого проєктування
Прогрес у галузі створення високопродуктивних ЕОМ з розвинутим програмним забезпеченням, автоматизованими банками даних, широким набором периферійних пристроїв сприяє переходу до систем автоматизованого проєктування збагачувальних фабрик (САПР ЗФ).
Призначення САПР ЗФ полягає в зниженні вартості будівництва збагачувальних і агломераційних фабрик, поліпшенні якості проєктно-кошторисної документації, підвищенні продуктивності праці проєктувальників, скороченні термінів розробки проєктів, удосконалюванні процесів проєктування.
САПР ЗФ дозволяє реалізувати деякі функції за розділами проєкту: Технологічна частина — розрахунок і проєктування технологічних схем, обладнання, трубопроводів.
Архітектурно-будівельна частина — розрахунок і проєктування металевих і залізобетонних конструкцій.
Санітарно-технічні системи — проєктування теплопостачання, опалення і вентиляції виробничих й адміністративних корпусів, а також водопостачання і каналізації.
Електротехнічні системи — розрахунок і проєктування електропостачання, електросилового устаткування, світлотехнічної частини проєктів, телемеханізації електропостачання.
Гідротехнічні споруди — розрахунок і проєктування напірного та безнапірного гідротранспорту відвальних хвостів, стійкості укосів хвостосховищ.
Системи автоматизації — розробка схем зовнішніх з'єднань, електричних і трубних проводок щитів автоматики.
Кошторисна частина — складання локальних і зведених кошторисів, зведень матеріалів, специфікацій, комплектація обладнання.
Найбільш повно і комплексно завдання побудови САПР ЗФ вирішені в системі «САПР-Вугілля», що реалізує більшість з перерахованих функцій підсистем.
Інший пакет прикладних програм — автоматизований комплекс розрахунків якісно-кількісних показників технологічних схем вуглезбагачувальних фабрик (АРТС-ЗФ) застосовується при розробці документації на стадії «проєкт» нових, діючих і реконструйованих вуглезбагачувальних фабрик, при обґрунтуванні технології переробки вугілля і при технологічних розрахунках по визначенню якісно-кількісних характеристик переробки. Враховуються задані показники і параметри роботи технологічного обладнання. Розрахунок варіантів технологічних схем збагачувальних фабрик проводиться відповідно до заданої вихідної інформації про технологі-чні операції. Передбачено визначення балансу продуктів збагачення. Пакет знаходить широке застосування при проєктуванні промислових підприємств.
Становлять інтерес і алгоритми аналізу та синтезу технологічних схем збагачення вугілля, призначені для вибору на стадії ТЕО оптимальної технології збагачення. Досвід використання систем САПР показав їхню високу ефективність і зручність практи-чного застосування